# Paradamina
La paradamina es un mineral arseniato, por tanto en la clase de los minerales fosfatos, y dentro de esta pertenece al llamado “grupo de la olivenita”. Fue descubierta en 1956 en la mina "Ojuela" en el municipio de Mapimí, en el estado de Durango (México), siendo nombrada así por relación estructural con la adamita o adamina. Un sinónimo poco usado es el de paradamita .

## Características químicas
Es un arseniato simple de cinc, hidroxilado y anhidro. Todos los minerales del grupo de la olivenita al que pertenece son similares, fosfatos o arseniaos simples hidroxilados. Es el dimorfo triclínico de la adamita, que cristaliza en el sistema cristalino ortorrómbico. Además, es isoestructural con la tarbuttita triclínica (Zn2PO4(OH)).

## Hábito cristalino
Son usuales los cristales aislados, tanto tabulares como prismáticos, presentando un escalado angular. Están estriados en unas caras sí y otras no.
También en agregados globulares, de cristales redondeados o mostrando terminaciones agudas.

## Formación y yacimientos
Se forma como mineral secundario en la zona de oxidación de yacimientos polimetálicos hidrotermales de plata, cinc y plomo.
Suele encontrarse asociado a otros minerales como: mimetita, adamita, ojuelaíta, mapimita, limonita, köttigita, smithsonita, wulfenita o calcocita.